# هاردی آلبرایت
هاردی آلبرایت (انگلیسی: Hardie Albright؛ ‏ ۱۶ دسامبر ۱۹۰۳ – ۷ دسامبر ۱۹۷۵) بازیگر اهل ایالات متحده آمریکا بود.
از فیلم‌ها یا برنامه‌های تلویزیونی که وی در آن نقش داشته‌است می‌توان به دود اسلحه، افسونگر، قیمت خرید، سه نفر با یک کبریت، داغ ننگ، بامبی، مامان و بابا، ۲۰۰۰۰ سال در سینگ سینگ، خرابکار، خیلی بزرگ، غرور یانکی‌ها، غزل غزل‌ها اشاره کرد.